# Settimo Milanese
Settimo Milanese je italská obec v metropolitním městě Milán v oblasti Lombardie.
K prosinci 2021 zde žilo 19 738 obyvatel.

## Sousední obce
Cornaredo, Cusago, Milán, Rho